# Edåsa kyrka

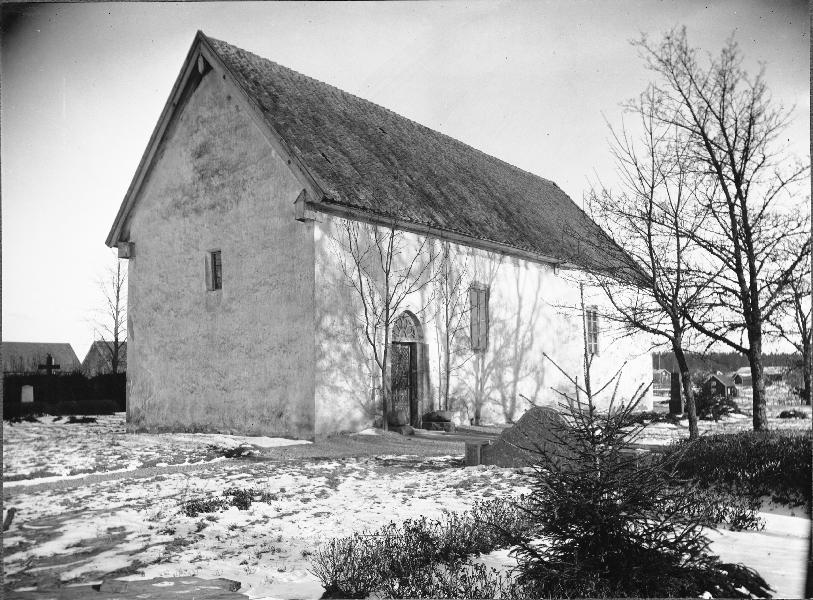
Kyrkan 1937, foto av Axel Forssén.

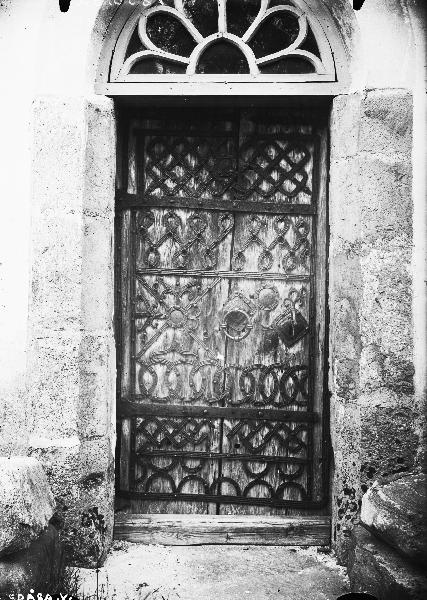
Dörr med smidesdetaljer, 1100-tal

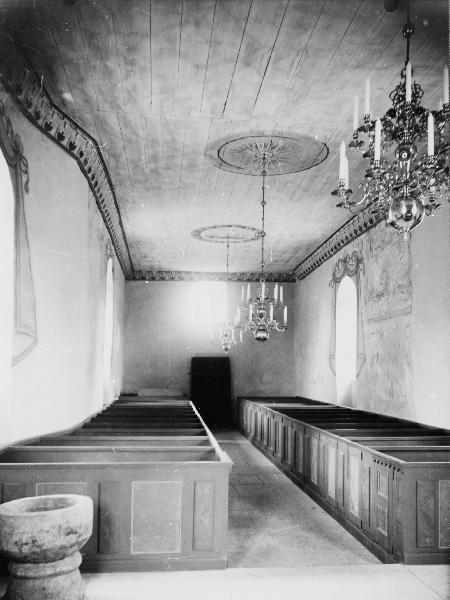
Interiör

Edåsa kyrka är en kyrkobyggnad som sedan 1996 tillhör Värsås-Varola-Vretens församling (tidigare Edåsa församling) i Skara stift. Den ligger omkring 19 km sydsydost om centralorten i Skövde kommun.

## Kyrkobyggnaden
Stenkyrkan uppfördes troligen på 1100-talet eller i början av 1200-talet och är en av stiftets mest ålderdomliga. Det beror på att den 1872—1930 tjänstgjorde som museilokal. 
Byggnaden består av ett rektangulärt långhus med ett något bredare, tresidigt kor som är tillbyggt på 1760-talet. Vid långhusets sydvästra sida finns ingången. Norr om koret finns en sakristia och söder om koret finns ett columbarium. Båda är tillbyggda 1938–1940 efter ritningar av arkitekt Axel Forssén.
Strax intill kyrkans sydvästra sida finns en fristående klockstapel som är uppförd 1938–1940. Stapeln är åttakantig, svagt konformad och vilar på en sockel av cement. Väggarna är klädda med liggande rödmålad panel. Taket är klätt med skiffer och kröns med ett järnkors. Invändigt är klockstapeln inredd med två våningar. 
Tidigare fanns en kvadratisk klockstapel nordost om koret. Den var timrad och försedd med en hjälmliknande spånklädd huva samt prydd med en kyrktupp. Intill kyrkan har det legat en offerkälla.

## Historia
Kyrkan omtalas tidigast år 1345 i handlingarna såsom ecclesie in Edhasum. Under 1400-talet höll Sankt Lars gille sina mässor i kyrkan och av den anledningen erhöll kyrkan ett avlatsbrev. Detta utfärdades år 1442 av biskop Sven Grotte där han skänker dem, som lämnar bidrag till Gillehusets uppförande eller besökte Gillets mässa i Edåsa kyrka och offrade något på altaret, 40 dagars avlat. Gårdsnamnet Gillestugan vittnar ännu om dess existens inom socknen.
1832 beslöts att Edåsa och Ljunghems kyrkor skulle ersättas av en ny gemensam kyrka som fick namnet Edhem. Under byggnadstiden användes Edåsa kyrka av båda församlingarna. Därefter var det tänkt att Edåsa kyrka skulle rivas, vilket redan skett med Ljunghems kyrka. Men istället kom kyrkan att köpas av en grupp, med prosten J. Otterström i spetsen, som ville bevara den. 1873 skänktes byggnaden till Västergötlands fornminnesförening som använde den som filial till sitt museum i Skara. På 1930-talet köptes kyrkan av Ernst Lundell som 1930—1940 lät restaurera den. År 1938 skänktes den åter till församlingen.

## Inventarier
- Predikstolen är av okänd ålder.
- Dopfunten av sandsten är från medeltiden och har uttömningshål. Cuppan är cylindrisk med konformad nederdel. Foten är konformad uppåt.
- Altaruppsatsen i barockstil är från 1600-talet.
- Kyrkdörren från 1100-talet är förmodligen av samme mästare som gjort dörren i Värsås kyrka.

### Edåsa träbok
När kyrkan omdanades till museum för Västergötlands fornminnesförening revs all inredning ut. Då fann man den så kallade Edåsa träbok gömd i ett mellanrum i golvet till läktaren. Boken består av fem träskivor sammanbundna i rygg med hampaliknande tråd. Träskivorna är cirka 12 centimeter höga och 10 centimeter breda. Pärmarna består av de två yttre skivorna och de tre inre bildar blad. De har fördjupningar, vilka varit fyllda med en mörk vaxmassa som man kunnat skriva i. När boken upptäcktes återstod endast en mindre mängd vax med spår av skrift. Denna var dock fullkomligt otydlig.

## Orgel
Orgeln, som är placerad på golvet i det nordvästra hörnet, är byggd 1962 av Nordfors & Co och installerades i Edåsa 1993. Den stod tidigare först i församlingshemmet och sedan i Sankt Matteus kyrka i Skövde församling. Fasaden är ljudande och orgeln har sju stämmor fördelade på manual och pedal. Instrumentets kvalitet uppges vara mindre god.
| Manual (C-g3)       | Pedal (C-d1) | Koppel  |
| ------------------- | ------------ | ------- |
| Gedackt 8' B/D      | Subbas 16'   | Man/Ped |
| Rörflöjt 4' B/D     |              |         |
| Principal 2'        |              |         |
| Täckflöjt 2'        |              |         |
| Oktava 1'           |              |         |
| Sesquialtera 2 chor |              |         |

## Bilder

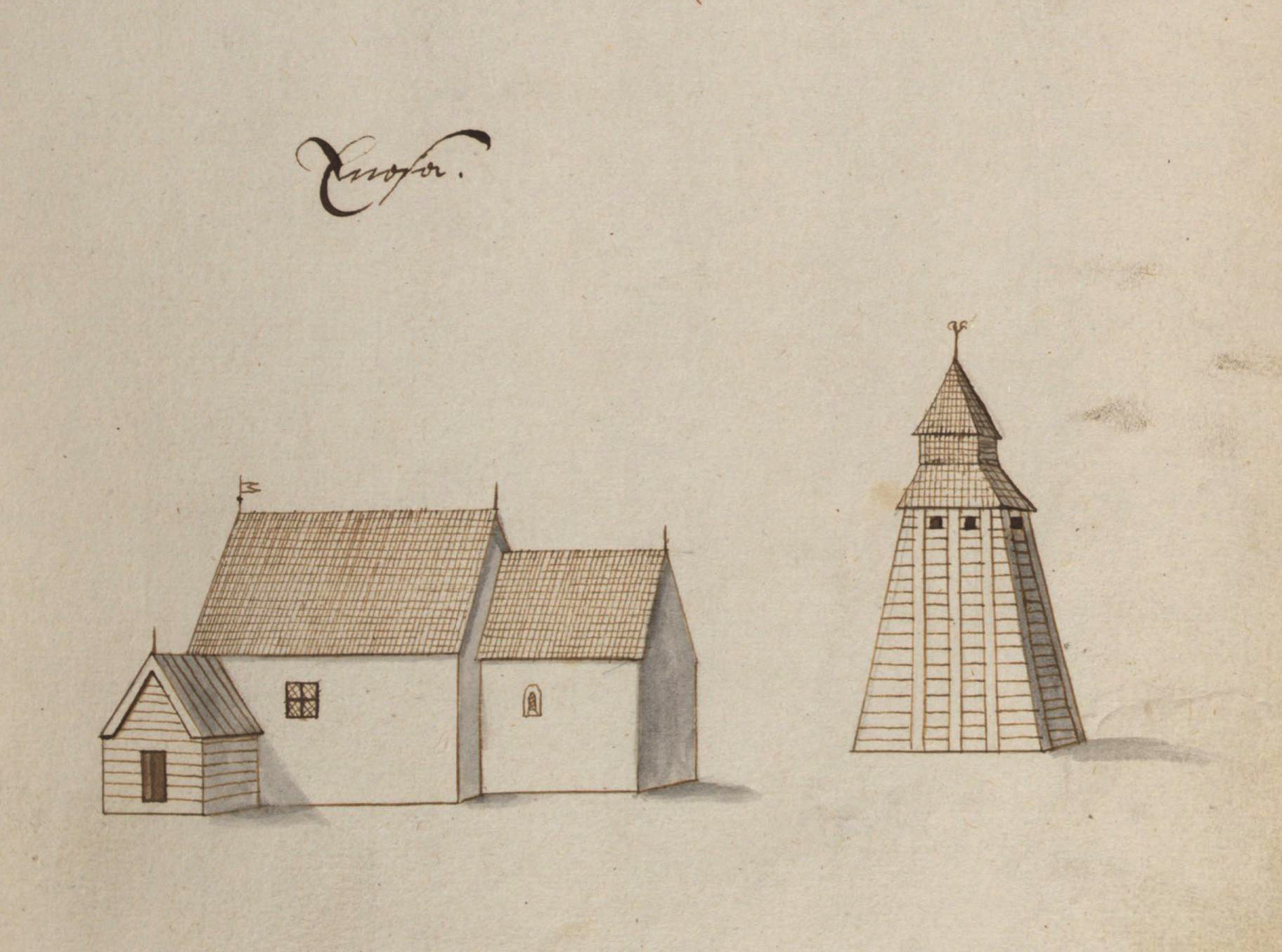
Kyrkan på teckning omkring 1670.
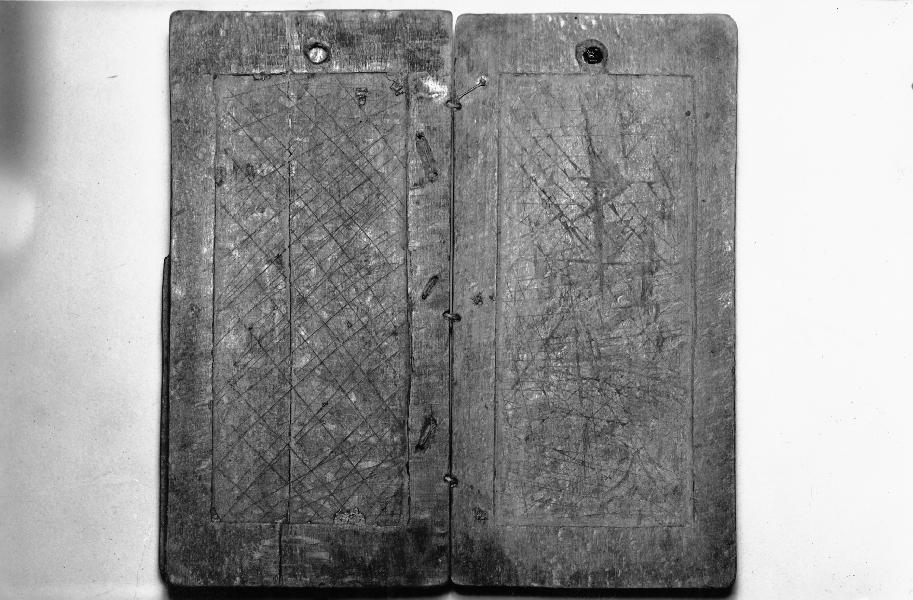
Edåsa träbok, fjärde uppslaget.
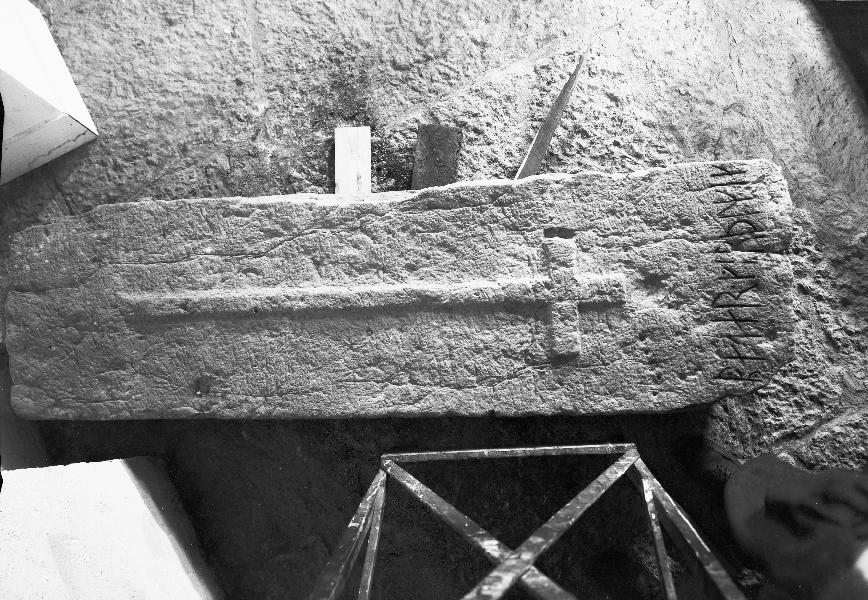
Vg 86, stavkorshäll av romansk typ från 1100-talet. Finns på Västergötlands museum.
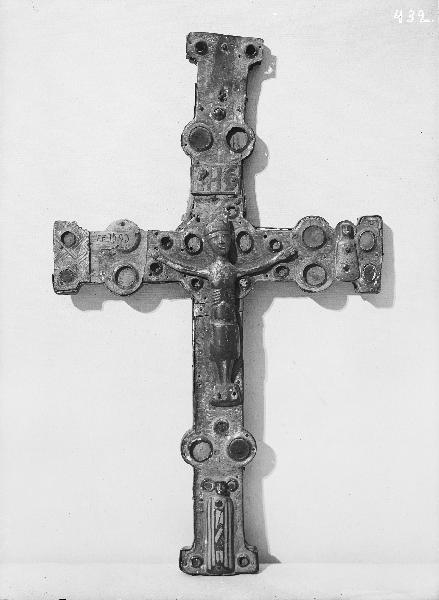
Processionscrucifix från Edåsa kyrka, nu på Västergötlands museum. Foto från 1923.